# Brasilianska mästerskapet (beachvolley)
Brasilianska mästerskapen (portugisiska: Circuito Brasileiro Banco do Brasil eller Circuito Nacional Banco do Brasil de Vôlei de Praia, CBBVP Nacional)  i beachvolley är en av de viktigaste tävlingarna i sporten i Brasilien.. Den hålls årligen och arrangeras av Confederação Brasileira de Voleibol (CBV) och övervakas av Unidade de Competições Praia (UCP)

## Historia
Den första upplagan hölls 1991 och omfattade bara herrtävlingar. Den bestod av fem deltävlingar: Fortaleza, Natal, João Pessoa, Recife och Salvador. Damerna debuterade 1992.
Mästerskapsserien består av nio deltävlingar. Före varje deltävling ägde en kvalturneringen rum.
Utöver seniormästerskapen introducerades U17- och U19-mästerskap 2018.
Tävlingsformatet ändrades 2022. Deltävlingarna delades upp i två delar: Open och Top 8. I topp 8 deltar de sju högst rankade paren samt vinnaren från föregående Open. I Open deltar lagen rankade på plats 8 till 13 samt inbjudna lag och upp till åtta lag som kvalificerar sig genom kval. Samtidigt höjdes den totala prispotten till över 6 miljoner real. För att bilda startrankingen togs hänsyn till de tre bästa resultaten från de senaste fyra etapperna (Top 8 eller Open), vilket värderade idrottarnas senaste prestation. Alla deltävlingar bidrog till rankingen. Mästaren för en säsong är det lag som samlat ihop flest rankingpoäng. I detta ingår även Open- och kvaltävlingarna.

## Upplagor
Nedan är resultaten för seniormästerskapen, det finns även mästerskap för de olika åldersklasserna.